# Kate Hudson
Kate Garry Hudson (Los Ángeles, 19 de abril de 1979) es una actriz y cantante estadounidense que ganó popularidad en 2001, cuando obtuvo varios reconocimientos y la nominación a los Oscar por Casi famosos en la categoría de mejor actriz de reparto. Desde entonces, ha actuado en varias películas con papeles importantes, como How to Lose a Guy in 10 Days (2003), The Skeleton Key (2005), You, Me and Dupree (2006), Raising Helen (2004), Fool's Gold (2008) y Guerra de novias (2009).

## Primeros años
Kate es hija de la ganadora del Oscar Goldie Hawn y del actor, comediante y músico Bill Hudson y hermana del también actor Oliver Hudson. Nació en Los Ángeles (California). Según sus padres, que se separaron año y medio después de su nacimiento, confesaron que iban a llamarla Florencia, pero al conocer la historia de una diva del oeste llamada así, decidieron cambiar de opinión para evitar que su hija se viera opacada por el éxito de la anterior. Tras el divorcio, se trasladó a Colorado con su hermano, su madre y Kurt Russell, el nuevo novio de ésta. Hudson declaró: «mi padre biológico no me conoce y considero a Kurt Russell como mi padre». De su madre ha confesado que «es la mujer de la que he aprendido al máximo». Por parte de Bill Hudson tiene dos medio-hermanos: Emily y Zachary, hijos de Cindy Williams.
De ascendencia inglesa, italiana y húngara, la familia de la actriz practica el judaísmo. Se graduó en 1997 en una escuela de Santa Mónica. A pesar de ser aceptada en la NYU, decidió dedicarse a la actuación en vez de cursar una licenciatura.

## Carrera
Su papel de Penny Lane en Casi famosos, de Cameron Crowe, la hizo merecedora del Globo de Oro. Luego protagonizó The Four Feathers (2002), como Ethne. En 2003 apareció junto con Luke Wilson en Alex and Emma, y junto con Naomi Watts en Le Divorce.
En 2004, protagonizó la comedia Raising Helen, junto con los actores Spencer Breslin, Joan Cusack y John Corbett. También protagonizó una película de suspenso llamada The Skeleton Key en 2005, que contó con un presupuesto de producción de $43 millones, tuvo éxito en taquilla, al recaudar más de 91,9 millones de dólares en todo el mundo ($47,9 millones en América del Norte). Actuó, después, en una comedia titulada You, Me and Dupree y coprotagonizada por Owen Wilson y Matt Dillon, que recaudó 21,5 millones dólares en su primer fin de semana (el 14 de julio de 2006).
Posteriormente, Hudson protagonizó My Best Friend's Girl (2008) y Guerra de novias con Anne Hathaway que fue estrenada en enero de 2009.
Hudson aparece en la película musical Nine, adaptación de la obra teatral que protagonizó Antonio Banderas en Broadway. El lujoso reparto incluye a las estrellas oscarizadas Daniel Day-Lewis, Sophia Loren, Marion Cotillard, Penélope Cruz, Nicole Kidman y Judi Dench, y a la cantante del grupo musical Black Eyed Peas, Fergie. El estreno de la película se programó para finales de 2009 pero la distribución en Europa se aplazó al año siguiente.
Formó parte del elenco de la cuarta temporada de Glee, donde interpretó a una profesora del personaje de Lea Michele, Rachel Berry, en su estancia en la Academia de Artes Interpretativas NYADA en la ciudad de Nueva York.

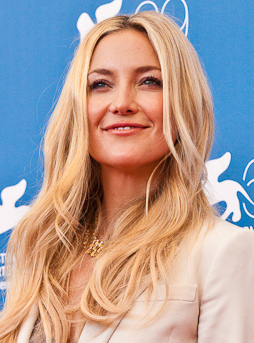
Hudson en 2012

En 2013, Hudson comenzó una asociación con el minorista de moda en línea JustFab para lanzar su propia línea de ropa deportiva llamada Fabletics.
En 2016, Hudson lanzó su libro, Pretty Happy: Healthy Ways to Love Your Body.

## Vida personal
En 2000, se casó con Chris Robinson del grupo Black Crowes con quien tuvo un hijo el 7 de enero de 2004, a quien llamó Ryder Russell Robinson. Mientras estuvieron casados residieron en la casa que habitó el director James Whale. En abril de 2008 fue nombrada "la actriz más bella" según la revista People.
Mantuvo una relación con Matt Bellamy, líder de la banda británica de rock alternativo Muse durante cuatro años, tuvieron un hijo nacido el 9 de julio de 2011, al cual nombraron Bingham "Bing" Hawn Bellamy. En diciembre del 2014, se hizo público el término del compromiso entre Kate y Matt, después de varias semanas de separación entre ellos.
Actualmente está en pareja con Danny Fujikawa, quien formó parte del grupo Chief y es el fundador de la compañía Lightwave Records. Tienen una hija en común nacida en 2018, Rani Rose Hudson Fujikawa, la tercera de Hudson y la primera de Fujikawa.

## Filmografía

### Cine
| Año  | Título                            | Personaje               | Notas              |
| ---- | --------------------------------- | ----------------------- | ------------------ |
| 1998 | Desert Blue                       | Skye Davidson           |                    |
| 1998 | Ricochet River                    | Lorna                   |                    |
| 1999 | 200 Cigarettes                    | Cindy                   |                    |
| 2000 | Dr. T & the Women                 | Dee Dee Travis          |                    |
| 2000 | Almost Famous                     | Penny Lane              |                    |
| 2000 | Gossip                            | Naomi Preston           |                    |
| 2000 | About Adam                        | Lucy Owens              |                    |
| 2001 | The Cutting Room                  | Chrissy Campbell        | No acreditada      |
| 2002 | The Four Feathers                 | Ethne Eustace           |                    |
| 2003 | Le Divorce                        | Isabel Walker           |                    |
| 2003 | Alex & Emma                       | Emma Dinsmore           |                    |
| 2003 | How to Lose a Guy in 10 Days      | Andie Anderson          |                    |
| 2004 | Raising Helen                     | Helen Harris            |                    |
| 2005 | The Skeleton Key                  | Caroline Ellis          |                    |
| 2006 | You, Me and Dupree                | Molly Thompson Peterson |                    |
| 2008 | Fool's Gold                       | Tess Finnegan           |                    |
| 2008 | My Best Friend's Girl             | Alexis                  |                    |
| 2009 | Bride Wars                        | Olivia «Liv» Lerner     | También productora |
| 2009 | Nine                              | Stephanie Necrophuros   |                    |
| 2010 | The Killer Inside Me              | Amy Stanton             |                    |
| 2011 | Something Borrowed                | Darcy Rhone             |                    |
| 2011 | A Little Bit of Heaven            | Marley Corbett          |                    |
| 2013 | The Reluctant Fundamentalist      | Erica                   |                    |
| 2014 | Good People                       | Anna Wright             |                    |
| 2014 | Wish I Was Here                   | Sarah Bloom             |                    |
| 2015 | Rock the Kasbah                   | Merci                   |                    |
| 2016 | Kung Fu Panda 3                   | Mei Mei                 | Voz                |
| 2016 | Mother's Day                      | Jesse Kohli             |                    |
| 2016 | Deepwater Horizon                 | Felicia Williams        |                    |
| 2017 | Marshall                          | Eleanor Strubing        |                    |
| 2021 | Music                             | Kazu «Zu» Gamble        |                    |
| 2021 | Mona Lisa and the Blood Moon      | Bonnie Hunt             |                    |
| 2022 | Glass Onion: A Knives Out Mystery | Birdie Jay              |                    |
| 2023 | A Little White Lie                | Simone Cleary           |                    |
| 2024 | Shell                             | Zoe Shannon             |                    |
| 2025 | Song Sung Blue                    | Claire Sardina          |                    |

### Televisión
| Año       | Título                             | Personaje               | Notas                                   |
| --------- | ---------------------------------- | ----------------------- | --------------------------------------- |
| 1996      | Party of Five                      | Cory                    | Episodio: «Spring Breaks: Part 1»       |
| 1997      | EZ Streets                         | Larraine Cahill         | Episodio: «Neither Have I Wings to Fly» |
| 2000      | Saturday Night Live                | Ella misma / Anfitriona | Episodio: «Kate Hudson/Radiohead»       |
| 2012–2013 | Glee                               | Cassandra July          | 5 episodios                             |
| 2013      | Clear History                      | Rhonda Haney            | Película de televisión                  |
| 2015      | Jamie & Jimmy's Friday Night Feast | Ella misma              | Episodio: «Kate Hudson»                 |
| 2015      | Running Wild with Bear Gryls       | Ella misma              | Episodio: «Kate Hudson: Dolomites»      |
| 2022      | Truth Be Told                      | Micah Keith             | 10 episodios                            |
| 2025      | Running Point                      | Isla Gordon             | 10 episodios                            |

## Premios y nominaciones
Premios Óscar
| Año  | Categoría               | Película     | Resultado |
| ---- | ----------------------- | ------------ | --------- |
| 2001 | Mejor Actriz de reparto | Casi famosos | Nominada  |

Premios Globo de Oro
| Año  | Categoría                        | Película     | Resultado |
| ---- | -------------------------------- | ------------ | --------- |
| 2001 | Mejor Actriz de Reparto          | Casi famosos | Ganadora  |
| 2021 | Mejor actriz - Comedia o musical | Music        | Nominada  |

Premios BAFTA
| Año  | Categoría    | Película     | Resultado |
| ---- | ------------ | ------------ | --------- |
| 2000 | Mejor actriz | Casi famosos | Nominada  |

Premios del Sindicato de Actores
| Año  | Categoría               | Película     | Resultado |
| ---- | ----------------------- | ------------ | --------- |
| 2009 | Mejor Reparto           | Nine         | Nominada  |
| 2000 | Mejor Reparto           | Casi famosos | Nominada  |
| 2000 | Mejor Actriz de Reparto | Casi famosos | Nominada  |

## Música
- "Cinema Italiano" - Nine
- "Americano"/"Dance Again" - Glee
- "All that jazz" - Glee
- "Uptight (Everything's Alright)" - Glee
- "There Are Worse Things I Could Do" - Glee